# Jean-François Gigoux
Jean-François Gigoux (Besançon, 6 gennaio 1806 – Besançon, 11 dicembre 1894) è stato un pittore e litografo francese.

## Biografia
Gigoux nacque a Besançon, in una casa situata sulla attuale piazza che porta il suo nome.
Figlio di Claude Etienne Gigoux, maresciallo dell'esercito e di Jeanne Françoise Lamarche, entrambi originari di Haute-Saône, è quarto di cinque fratelli.

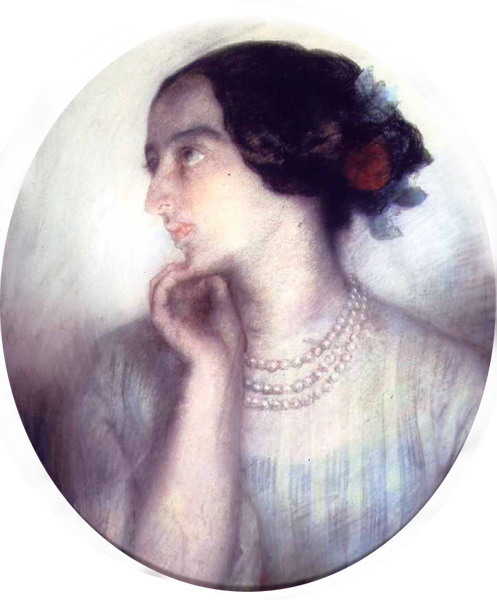
Ritratto della Contessa Anna Mniszech, (1853), Parigi.

La sua formazione artistica iniziò all'Accademia di belle arti di Besançon per concludersi all'Accademia di belle arti di Parigi, dove ottenne il diploma nel 1828.
Tre anni dopo effettuò la sua prima esposizione al Salon.
Nonostante Gigoux dedicasse gran parte del suo tempo alla pittura, che considerava la sua attività preferita, ottenne i suoi migliori risultati nella litografia e nelle incisioni.
Intorno al 1833, dopo aver realizzato uno dei suoi capolavori, la tela La morte di Leonardo da Vinci, esposta al Museo di Besançon, accolse favorevolmente la proposta di illustrare un Gil Blas a dispense.
Questo suo lavoro, costituito da seicento illustrazioni, ottenne grandi riconoscimenti ed apprezzamenti da parte del pubblico e della critica, divenendo un primo esempio nel genere romantico, e rese Gigoux un pioniere nel settore. La tiratura del libro raggiunse il riguardevole numero di 15000 copie.
Negli anni successivi Gigoux si impegnò ad impreziosire numerosi altri libri , ma soprattutto si dedicò alla ritrattistica litografica, divenendone assieme a Achille Devéria, il più prestigioso rappresentante, oltre alla pittura di quadri a tema storico e religioso.
Il 4 giugno 1842 fu nominato cavaliere della Legione d'onore.
Nel 1885 finì di scrivere un libro autobiografico inititolato Causeries sur les artistes de mon temps.
Una mostra dedicata alla carriera artistica di Gigoux si è svolta presso il Museo delle belle arti di Rouen nel biennio 2007-2008.

## Opere principali

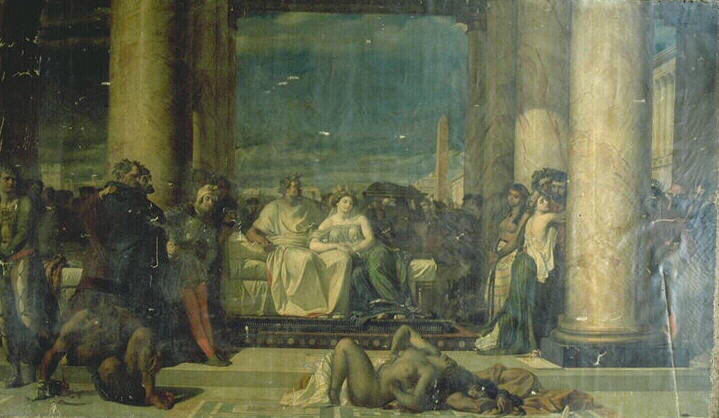
Antonio e Cleopatra (1837), museo delle Belle Arti di Bordeaux.

- 1835 : La Mort de Léonard de Vinci, Salon 1835
- 1837 : Antoine et Cléopâtre après la bataille d'Actium, o Antoine et Cléopâtre essayant des poisons sur des esclaves, Museo di belle arti di Bordeaux
- 1842 : quattro tele per la cappella del palazzo di Luxembourg a Parigi
- 1850 :  La Mort de Cléopatre, Museo di belle arti di Chambéry
- La Convalescence
- La Madeleine
- Galatée
- Le Père Lecour
- Le Général Dwernicki, Museo di Luxembourg a Parigi
- Ritratto di Un jeune garçon
- Ritratto di Victor Considerant